# Pilot (Lost)
"Pilot" é o primeiro episódio da primeira temporada de Lost. Foi originalmente dividido em duas partes, sendo cada uma exibida em uma semana.
A premissa da série é apresentada de forma indireta e incompleta, vindo a ser este o estilo característico da série. Os 14 personagens principais são brevemente apresentados ao público, com um enfoque em Jack - na primeira parte - e em Kate e Charlie - na segunda parte.

## Sinopse

### Flashback
Jack Shephard está olhando pela janela do avião. Quando se aproxima uma comissária de bordo perguntando se ele vai querer beber algo e lhe dá duas mini-garrafas de bebida alcoólica. Um pouco depois, ele se levanta e esbarra no corredor com um homem apressado para ir ao banheiro e seguido por três funcionários da Oceanic. A mulher sentada nas poltronas ao lado comenta e começa a falar sobre seu marido que também tinha ido ao banheiro. Jack a tenta confortar, assegurando que eles estão seguros no avião, até que o mesmo começa a tremer e de repente se parte, lançando algumas pessoas para fora. As máscaras de oxigênio são acionadas e começam a cair do teto, com todos em pânico, inclusive Jack, que pega a máscara e olha para a janela vendo o oceano se aproximar.

### Acordando
Um "close" em um olho abrindo mostra a pupila se contraindo. As copas de árvores em um bosque de bambus são vistas através dos olhos do homem (que mais tarde se identifica como Jack Shephard) deitado de costas na floresta. Um cão labrador passa pelas árvores. Obviamente confuso com como ele chegou até ali, o homem observa a serenidade dos arredores quando sua memória o alcança novamente. Ele percebe um tênis branco pendurado em uma árvore. Fazendo um grande esforço, ele consegue se sentar, revelando sangue em sua camisa. Se levanta e corre cambaleando pela floresta, chegando até uma praia coberta de destroços de um avião, e cerca de 50 sobreviventes, ainda confusos e assustados com a queda. Ele caminha para a praia.

### Praia
é revelado que o avião foi partido ao meio em pleno voo, enquanto viajava da Austrália para os Estados Unidos. A fuselagem do avião ainda está queimando e uma das turbinas ainda opera, embora sua velocidade oscile sem causa aparente.
Na praia, Jack se move rapidamente por entre os sobreviventes, tentando fornecer ajuda médica e identificando-se como um médico. Com a ajuda de outros sobreviventes, ele puxa um homem com a perna amputada de baixo da fuselagem. Quando ele percebe uma mulher grávida (mais tarde apresentada como Claire Littleton) reclamando de possíveis contrações, ele pede a outro sobrevivente que estava por perto (mais tarde apresentado como Hugo "Hurley" Reyes) para ajudá-la. O caos continua enquanto a fuselagem queima e desintegra. Um homem é sugado pela turbina, que explode, lançando estilhaços pela praia. Jack vê alguém tentando ajudar uma mulher inconsciente na praia (depois identificada como Rose), (esse alguém mais tarde é apresentado como Boone). Ele diz que é licenciado como salva-vidas, mas Jack diz que não estava fazendo direito, então o jovem tem a ideia de fazer uma traqueotomia na mulher com uma caneta. Jack diz para ele lhe conseguir uma e Boone sai perguntando quem tem uma caneta, enquanto Jack executa RCP em Rose. Em um flashback posterior, é revelado que Jack estava sentado do outro lado do corredor perto dela, e que conversava com ela no momento em que a cabine do avião perdeu pressão. Ela estava acompanhada do marido, que havia se levantado para ir ao banheiro. Jack havia lhe dito que ficaria ao seu lado até que ele voltasse.
Depois de auxiliar medicamente os demais, Jack para para descansar em uma das partes do avião e Boone chega com um monte de canetas na mão dizendo que não sabia qual iria servir. Jack diz que são todas boas, mas ele já tinha salvado Rose. Jack pega um kit de costura de uma mala de mão e volta para a floresta para examinar a ferida em seu flanco esquerdo. Ele vê uma jovem mulher (que mais tarde se identifica ao homem inconsciente como Kate Austen) parada por perto e pede para que a ajude a fechar a ferida, acalmando-a com a história da primeira cirurgia que executou sozinho, quando ele conseguiu superar seu medo durante a emergência ao "permitir que o medo entrasse", mas somente por cinco segundos. Também é revelado na conversa que o avião se desintegrou ainda em voo, sendo que a seção da cauda caiu - Kate afirma ter visto a coisa toda, enquanto que Jack diz ter apagado antes disso.
Na praia, Jack auxilia um sobrevivente inconsciente que está seriamente ferido, devido a um fragmento da fuselagem cravado em seu peito. Kate pergunta a Jack se ele acha que o homem vai sobreviver, dizendo também que ele estava sentado ao seu lado durante o voo. Outros sobreviventes (incluindo o pai e filho, mais tarde apresentados como Michael Dawson e Walt se juntam e discutem o que fazer com os corpos ainda na fuselagem. Brevemente, vemos o personagem mais tarde apresentado como James "Sawyer" Ford, descansando na praia, sem maiores preocupações. O personagem apresentado antes, Hurley, recolhe refeições dos destroços do avião e as distribui, dando duas à Claire (suas contrações haviam sido um alarme falso, mas é revelado que ela tem oito meses de gravidez). Uma jovem mulher, mais tarde apresentada como Shannon Rutherford, petulantemente recusa uma barra de chocolate oferecida pelo homem que a acompanha (também mais tarde apresentado como Boone Carlyle, seu irmão de criação), alegando que ela irá comer no "barco de resgate" quando este chegar. Há uma expectativa geral entre os sobreviventes de que serão resgatados a qualquer momento. Um personagem que se apresenta como Sayid Jarrah organiza o recolhimento das coisas na praia.
Durante o fim da tarde, sob a luz da fogueira, a serenidade da espera é interrompida por barulhos altos e aterrorizantes vindos das proximidades da floresta, acompanhados de árvores sendo derrubadas. A fonte desses barulhos parece invisível ou oculta, e é mais tarde referida como "O Monstro". No dia seguinte, Rose comenta que os sons a lembram de onde ela vivia - O Bronx, em Nova Iorque.
No dia seguinte, Jack decide que, para serem resgatados, os sobreviventes precisarão mandar uma mensagem de rádio usando o transceptor do avião, que fica localizado na cabine COCKPIT, que se partiu no ar (quando faz esse comentário, Jack revela a Kate que teve lições de voo, mas que aquilo "não era pra ele").

### Floresta
Baseado nas descrições de Kate quanto à localização da fumaça, Jack parte para dentro da floresta, acompanhado dela após insistir muito, assim como por um personagem apresentado como Charlie Pace. Ao se afastarem da praia, o trio é observado pelo cachorro encontrado na cena de abertura. Kate diz a Charlie que ele lhe parece familiar, e ele a conta que é o baixista da banda Drive Shaft.
Conforme o trio adentra a floresta, eles se encharcam com uma súbita tempestade. Eles encontram a seção frontal do avião, que está repousada em um ângulo inclinado sobre as árvores. Os três, liderados por Jack, escalam até o bico e através do chão inclinado, onde Jack arromba a porta da cabine. Dentro, ele e Kate encontram o piloto, ainda sentado, que desperta repentinamente. Ele revela aos dois que o avião havia perdido contato via rádio antes da queda, e que havia mudado seu rumo, para a direção de Fiji. Eles estavam, segundo sua memória, 1000 MILHAS fora do rumo e que portanto ninguém realmente sabe onde estão. O piloto encontra o transceptor, mas não consegue fazê-lo funcionar
Enquanto isso, na praia, durante a tempestade, um grupo de sobreviventes se aconchega em parte da fuselagem. A exceção, bem chamativa, é um homem mais velho (mais tarde, conhecido como John Locke), que senta-se sozinho na praia, sob a chuva, com seus braços ao ar, como se estivesse glorificando a chuva. Um jovem casal coreano (Jin-Soo Kwon e Sun Kwon) se aconchega sob parte da fuselagem, e o homem diz à mulher, em coreano, que ela deve permanecer próximo a ele o tempo todo.
Na floresta, a conversa na cabine é interrompida por barulhos altos do lado de fora do avião, acompanhados de sons mecânicos idênticos ao do "Monstro" ouvido pelos outros sobreviventes na praia. O piloto tenta investigar, escalando para fora do avião por uma janela quebrada da cabine. Para o horror dos outros presentes, ele é puxado por uma presença que não pôde ser vista na metade do caminho para fora, e desaparece. Jack pega o transceptor, e ele e Kate abandonam a cabine em pânico. Kate percebe que Charlie desapareceu. Ele repentinamente reaparece do banheiro, levantando suspeitas de Kate. Enquanto os três fogem correndo do "Monstro", Charlie é quase levado por ele, e Jack abandona Kate para voltar e buscá-lo. Ela se acalma contando até cinco, como Jack sugeriu. Mais tarde, enquanto os três caminham de volta para a praia, eles encontram o corpo ensanguentado do piloto, suspenso na copa de uma árvore.

## Curiosidades
- O nome do episódio foi dado porque, para além de todo primeiro episódio de série se chamar "Pilot" ("Piloto, em português"), o piloto do avião morreu.
- Com um orçamento entre 10 e 14 milhões de dólares, se tornou o piloto mais caro da história da televisão.
- Jack tinha sido escrito para aparecer apenas no episódio piloto e morrer. Sendo assim, Kate o substituiria como líder dos sobreviventes. No entanto, os escritores reconsideraram, após pensar no efeito que tirar o personagem principal no primeiro episódio ia causar aos espectadores, e após terem também constatado que Matthew Fox era bom de serviço.
- O nome de Boone originalmente era "5". Quando decidiram mudar o nome para "Boone", os roteiristas tiveram que fazer uma alteração no script: eles notaram que a alteração do nome da personagem tinha mudado o diálogo entre Kate e Jack na cena  "1, 2, 3, 4, Boone!", que anteriormente teria ficado "1, 2, 3, 4, 5!".
- O piloto, que foi morto pelo Monstro, embora não tenha aparecido nos créditos, foi interpretado por Greg Grunberg, amigo de infância de J.J. Abrams que aparece em quase todas suas produções.
- Kate é vista primeiramente por Jack saindo da selva e esfregando seus pulsos. Na segunda parte do episódio, nós vemos que isto era porque as algemas a machucaram durante o voo.

## Prêmios
Prêmio Emmy (2005):
- Melhor Direção em Série Dramática - J.J. Abrams
- Melhor Argumento em Série Dramática (nomeação) - J. J. Abrams, Damon Lindelof e Jeffrey Lieber